# Valzer
Walc (wł. Valzer) – włoski dramat filmowy z 2007 roku w reżyserii Salvatore Mairy. Film miał swoją premierę na 64. MFF w Wenecji, gdzie zdobył kilka nagród.

## Obsada
- Maurizio Micheli: Ojciec Lucii
- Valeria Solarino: Assunta
- Marina Rocco: Lucia
- Graziano Piazza: Szef
- Eugenio Allegri: Professor
- Zaira Berrazouga: Fatima
- Cristina Serafini: Młody menedżer
- Giuseppe Moretti: Vittorio
- Francesco Feletti: Asystent szefa
- Francesco Cordio: Młody trener
- Benedicta Boccoli: Maria
- Rosaria Russo: Kobiety Hammama